# Аркус косеканс хиперболични
Аркус косеканс хиперболични је математичка функција која се може дефинисати са:
{\displaystyle \operatorname {arccosech} \;x=\operatorname {cosech} ^{-1}x=\log {\left({\sqrt {1+{\frac {1}{x^{2}}}}}+{\frac {1}{x}}\right)}}